# János Tari
Janos Tari (ur. 12 września 1986 w Segedynie) – węgierski wioślarz.

## Osiągnięcia
- Mistrzostwa Świata – Linz 2008 – dwójka ze sternikiem – 7  miejsce[1].